# Prah za prstne odtise
Prah za prstne odtise je fin prašek, ki se uporablja pri prašenju prstnih odtisov, pri preiskovanju kaznivih dejanj. Postopek prašenja prstnih odtisov vključuje različne metode, pri katerih se delci praška sprimejo s sledmi papilarnih črt, ki jih puščajo za seboj prsti, dlani ali stopala. Nanašanje praška je le ena od metod, ki se uporablja za odkrivanje prstnih odtisov. Ti pogosto pustijo ostanke olj v obliki papilarnih črt, vendar te same po sebi ne izločajo olja, puščajo le ostanke aminokislin in druge komponente s katerimi se prašek slabo veže. Prav to pa je razlog, da je "prašenje" ena od tehnik za razvijanje prstnih odtisov. Pogosto se uporablja na večjih območjih krajev zločina, kjer odtisov ni mogoče vzeti drugače, ali pa ta tehnika ni primerna zaradi potrebe po zahtevnejše analizi. Praški za prstne odtise se različno formirajo, zato je potrebno uporabiti takšnega, ki bo ustrezal površini. Na primer, temni barvni praški bodo na svetli površini pokazali veliko boljši prstni odtis.

## Nanašanje
Praške se lahko nanesejo s čopičem z izjemno finimi vlakni, ki dobro zadržijo prah. Na prstne odtise, se ga nanaša previdno, da ne bi poškodovali občutljivo sled papilarnih črt. Prašek se lahko tudi samo pihne čez prstni odtis ali nanj posipa, njegov presežek pa odstrani.
Prav tako se uporabljajo magnetni praški. Magnetno nanašalo drži fini magnetni prah, ki se ga nežno prevleče čez prstni odtis. Ker se nobene ščetine ne dotikajo površine, redko pride do poškodb pri odkrivanju prstnih odtisov v primerjavi z drugimi metodami.